# Acanthaphritis barbata
Acanthaphritis barbata és una espècie de peix de la família dels percòfids i de l'ordre dels perciformes.

## Descripció
El cos, allargat, fa 10 cm de llargària màxima i presenta una banda groga brillant des de l'opercle fins a la base superior de la cua, la part espinosa de les dorsals de color negre i una línia groga a l'aleta caudal. Cap deprimit a l'àrea anterior, amb els ulls grans, l'espai interorbitari estret, la boca gran, les mandíbules inferior i superior de la mateixa longitud i una barbeta a l'extrem de la mandíbula superior dels mascles. Opercle amb una espina. Dues espines dirigides cap endavant a l'extrem anterior del musell. Dues aletes dorsals: la primera és baixa i amb 5 espines, mentre que la posterior té 20-21 radis allargats. 15-29 radis tous a l'anal. Escates ctenoides.

## Alimentació
El seu nivell tròfic és de 3,27.

## Hàbitat i distribució geogràfica
És un peix marí, demersal i de clima subtropical (26°N-33°S, 119°E-155°E), el qual viu al Pacífic occidental: els fons rocallosos de la plataforma continental des del sud del Japó, Corea del Nord i Corea del Sud fins a Taiwan i el nord-oest d'Austràlia (Nova Gal·les del Sud i Austràlia Occidental).

## Observacions
És inofensiu per als humans, no té valor comercial i el seu índex de vulnerabilitat és baix (25 de 100).